# Campiglossa virgata
Campiglossa virgata este o specie de muște din genul Campiglossa, familia Tephritidae. A fost descrisă pentru prima dată de Erich Martin Hering în anul 1940. Conform Catalogue of Life specia Campiglossa virgata nu are subspecii cunoscute.